# Bagmati (strefa)
Strefa Bagmati (nep. बागमती) – jedna z 14 stref w Nepalu. Nazwa pochodzi od przepływającej tam rzeki Bagmati. Jest częścią Madhyamańćal Wikas Kszetr, czyli centralnego regionu Nepalu. W skład strefy wchodzi aglomeracja Doliny Katmandu, w której mieszka 1,5 miliona osób. Strefa sąsiaduje ze strefami Gandaki – na zachodzie, na południu Lumbini oraz Narajani. Zaś na wschodzie ze strefą Janakpur. Ponadto strefa sąsiaduje z chińskim Tybetańskim Regionem Autonomicznym na północy.
Bagmati dzieli się na osiem dystryktów:
| Dystrykt                | Stolica   |
| ----------------------- | --------- |
| Dystrykt Bhaktapur      | Bhaktapur |
| Dystrykt Dhading        | Dhading   |
| Dystrykt Lalitpur       | Patan     |
| Dystrykt Katmandu       | Katmandu  |
| Dystrykt Kavrepalanchok | Dhulikhel |
| Dystrykt Nuwakot        | Bidur     |
| Dystrykt Rasuwa         | Dhunche   |
| Dystrykt Sindhupalchok  | Chautara  |